# 1 000 kilomètres de Donington 2006
Navigation
Édition suivante

Le circuit de Domington.

Les 1 000 kilomètres de Donington 2006 (1000 km of Donington 2006), disputées le 27 août 2006 sur le circuit du circuit de Donington, sont la onzième édition de cette épreuve, la première sur un format de 1 000 kilomètres, et la quatrième manche des Le Mans Series 2006.

## Course

### Classement de la course
Classement à l'issue de la course (vainqueurs de catégorie en gras), :
| Pos.   | Catégorie | N° | Écurie                         | Pilotes                                                | Châssis                   | Pneus | Tours |
| Pos.   | Catégorie | N° | Écurie                         | Pilotes                                                | Moteur                    | Pneus | Tours |
| ------ | --------- | -- | ------------------------------ | ------------------------------------------------------ | ------------------------- | ----- | ----- |
| 1      | LMP1      | 17 | Pescarolo Sport                | Emmanuel Collard Jean-Christophe Boullion Didier André | Pescarolo C60 Hybrid      | M     | 249   |
| 1      | LMP1      | 17 | Pescarolo Sport                | Emmanuel Collard Jean-Christophe Boullion Didier André | Judd GV5 S2 5.0L V10      | M     | 249   |
| 2      | LMP1      | 10 | Creation Autosportif           | Nicolas Minassian Kevin McGarrity (en)                 | Creation CA06/H           | M     | 247   |
| 2      | LMP1      | 10 | Creation Autosportif           | Nicolas Minassian Kevin McGarrity (en)                 | Judd GV5 S2 5.0L V10      | M     | 247   |
| 3      | LMP1      | 9  | Creation Autosportif           | Jamie Campbell-Walter Felipe Ortiz Beppe Gabbiani      | Creation CA06/H           | M     | 245   |
| 3      | LMP1      | 9  | Creation Autosportif           | Jamie Campbell-Walter Felipe Ortiz Beppe Gabbiani      | Judd GV5 S2 5.0L V10      | M     | 245   |
| 4      | LMP2      | 25 | Ray Mallock Ltd. (RML)         | Mike Newton Thomas Erdos                               | MG-Lola EX264             | M     | 239   |
| 4      | LMP2      | 25 | Ray Mallock Ltd. (RML)         | Mike Newton Thomas Erdos                               | AER P07 2.0L Turbo I4     | M     | 239   |
| 5      | LMP1      | 12 | Courage Compétition            | Jean-Marc Gounon Gregor Fisken Alexander Frei          | Courage LC70              | Y     | 238   |
| 5      | LMP1      | 12 | Courage Compétition            | Jean-Marc Gounon Gregor Fisken Alexander Frei          | Mugen MF458S 4.5L V8      | Y     | 238   |
| 6      | GT1       | 63 | Team Modena                    | Antonio Garcia Peter Hardman                           | Aston Martin DBR9         | M     | 233   |
| 6      | GT1       | 63 | Team Modena                    | Antonio Garcia Peter Hardman                           | Aston Martin 6.0L V12     | M     | 233   |
| 7      | GT1       | 72 | Luc Alphand Aventures          | Jérôme Policand Patrice Goueslard Luc Alphand          | Chevrolet Corvette C5-R   | M     | 233   |
| 7      | GT1       | 72 | Luc Alphand Aventures          | Jérôme Policand Patrice Goueslard Luc Alphand          | Chevrolet LS7R 7.0L V8    | M     | 233   |
| 8      | GT1       | 67 | Convers MenX Team              | Peter Kox Robert Pergl Alexey Vasilyev                 | Ferrari 550-GTS Maranello | M     | 231   |
| 8      | GT1       | 67 | Convers MenX Team              | Peter Kox Robert Pergl Alexey Vasilyev                 | Ferrari F131 6.0L V12     | M     | 231   |
| 9      | GT1       | 70 | PSI Experience                 | Jos Menten Pertti Kuismanen Markus Palttala            | Chevrolet Corvette C6.R   | D     | 228   |
| 9      | GT1       | 70 | PSI Experience                 | Jos Menten Pertti Kuismanen Markus Palttala            | Chevrolet LS7R 7.0L V8    | D     | 228   |
| 10     | LMP2      | 20 | Pierre Bruneau                 | Marc Rostan Pierre Bruneau                             | Pilbeam (en) MP93         | M     | 227   |
| 10     | LMP2      | 20 | Pierre Bruneau                 | Marc Rostan Pierre Bruneau                             | Judd XV675 3.4L V8        | M     | 227   |
| 11     | GT2       | 81 | Team LNT                       | Warren Hughes Rob Bell                                 | Panoz Esperante GT-LM     | P     | 224   |
| 11     | GT2       | 81 | Team LNT                       | Warren Hughes Rob Bell                                 | Ford (Élan) 5.0L V8       | P     | 224   |
| 12     | GT2       | 76 | Autorlando Sport               | Marc Lieb Joël Camathias                               | Porsche 911 GT3-RSR       | P     | 223   |
| 12     | GT2       | 76 | Autorlando Sport               | Marc Lieb Joël Camathias                               | Porsche 3.6L Flat-6       | P     | 223   |
| 13     | LMP2      | 24 | Binnie Motorsports             | William Binnie Allen Timpany Sam Hancock               | Lola B05/42               | M     | 221   |
| 13     | LMP2      | 24 | Binnie Motorsports             | William Binnie Allen Timpany Sam Hancock               | Zytek ZG348 3.4L V8       | M     | 221   |
| 14     | GT2       | 97 | GPC Sport                      | Luca Drudi Gabrio Rosa Andrea Montermini               | Ferrari F430GT            | P     | 221   |
| 14     | GT2       | 97 | GPC Sport                      | Luca Drudi Gabrio Rosa Andrea Montermini               | Ferrari 4.0L V8           | P     | 221   |
| 15     | GT2       | 90 | Farnbacher Racing              | Pierre Ehret Dominik Farnbacher Marco Seefried         | Porsche 911 GT3-RSR       | Y     | 219   |
| 15     | GT2       | 90 | Farnbacher Racing              | Pierre Ehret Dominik Farnbacher Marco Seefried         | Porsche 3.6L Flat-6       | Y     | 219   |
| 16     | GT2       | 92 | IMSA Performance Matmut        | Christophe Bouchut Raymond Narac                       | Porsche 911 GT3-RSR       | D     | 209   |
| 16     | GT2       | 92 | IMSA Performance Matmut        | Christophe Bouchut Raymond Narac                       | Porsche 3.6L Flat-6       | D     | 209   |
| 17     | GT2       | 99 | Virgo Motorsport               | Dan Eagling Tim Sugden                                 | Ferrari F430GT            | D     | 206   |
| 17     | GT2       | 99 | Virgo Motorsport               | Dan Eagling Tim Sugden                                 | Ferrari 4.0L V8           | D     | 206   |
| 18     | GT2       | 75 | Perspective Automobiles        | Philippe Hesnault Anthony Beltoise Nigel Smith (en)    | Porsche 911 GT3-RSR       | D     | 202   |
| 18     | GT2       | 75 | Perspective Automobiles        | Philippe Hesnault Anthony Beltoise Nigel Smith (en)    | Porsche 3.6L Flat-6       | D     | 202   |
| 19     | LMP2      | 32 | Barazi-Epsilon                 | Michael Vergers Juan Barazi Davide Valsecchi           | Courage C65               | M     | 201   |
| 19     | LMP2      | 32 | Barazi-Epsilon                 | Michael Vergers Juan Barazi Davide Valsecchi           | AER P07 2.0L Turbo I4     | M     | 201   |
| 20     | GT1       | 50 | Aston Martin Racing Larbre     | Pedro Lamy Gabriele Gardel Vincent Vosse               | Aston Martin DBR9         | M     | 195   |
| 20     | GT1       | 50 | Aston Martin Racing Larbre     | Pedro Lamy Gabriele Gardel Vincent Vosse               | Aston Martin 6.0L V12     | M     | 195   |
| 21     | LMP1      | 19 | Chamberlain-Synergy Motorsport | Bob Berridge Gareth Evans Peter Owen                   | Lola B06/10               | D     | 195   |
| 21     | LMP1      | 19 | Chamberlain-Synergy Motorsport | Bob Berridge Gareth Evans Peter Owen                   | AER P32T 3.6L Turbo V8    | D     | 195   |
| 22     | LMP2      | 44 | Kruse Motorsport               | Jan-Dirk Leuders Jens Petersen Tony Burgess            | Courage C65               | K     | 181   |
| 22     | LMP2      | 44 | Kruse Motorsport               | Jan-Dirk Leuders Jens Petersen Tony Burgess            | Judd XV675 3.4L V8        | K     | 181   |
| 23 NC  | LMP1      | 13 | Courage Compétition            | Shinji Nakano Haruki Kurosawa                          | Courage LC70              | Y     | 172   |
| 23 NC  | LMP1      | 13 | Courage Compétition            | Shinji Nakano Haruki Kurosawa                          | Mugen MF458S 4.5L V8      | Y     | 172   |
| 24 DNF | LMP2      | 22 | Rollcentre Racing              | João Barbosa Martin Short Rob Barff                    | Radical SR9               | D     | 233   |
| 24 DNF | LMP2      | 22 | Rollcentre Racing              | João Barbosa Martin Short Rob Barff                    | Judd XV675 3.4L V8        | D     | 233   |
| 25 DNF | LMP2      | 36 | Paul Belmondo Racing           | Claude-Yves Gosselin Pierre Ragues Karim Ojjeh         | Courage C65               | P     | 202   |
| 25 DNF | LMP2      | 36 | Paul Belmondo Racing           | Claude-Yves Gosselin Pierre Ragues Karim Ojjeh         | Ford (Mecachrome) 3.4L V8 | P     | 202   |
| 26 DNF | LMP1      | 15 | ProTran Competition            | Phil Bennett (en) Paul Cope                            | ProTran RS06/H            | D     | 188   |
| 26 DNF | LMP1      | 15 | ProTran Competition            | Phil Bennett (en) Paul Cope                            | Judd GV5 S2 5.0L V10      | D     | 188   |
| 27 DNF | LMP1      | 2  | Zytek Engineering              | Stefan Johansson Hideki Noda                           | Zytek 06S                 | M     | 183   |
| 27 DNF | LMP1      | 2  | Zytek Engineering              | Stefan Johansson Hideki Noda                           | Zytek 2ZG408 4.0L V8      | M     | 183   |
| 28 DNF | LMP2      | 21 | Team Bruichladdich Radical     | Tim Greaves Stuart Moseley Ben Devlin                  | Radical SR9               | D     | 151   |
| 28 DNF | LMP2      | 21 | Team Bruichladdich Radical     | Tim Greaves Stuart Moseley Ben Devlin                  | AER P07 2.0L Turbo I4     | D     | 151   |
| 29 DNF | GT1       | 55 | Team Oreca                     | Stéphane Ortelli Soheil Ayari                          | Saleen S7-R               | M     | 111   |
| 29 DNF | GT1       | 55 | Team Oreca                     | Stéphane Ortelli Soheil Ayari                          | Ford 7.0L V8              | M     | 111   |
| 30 DNF | GT2       | 78 | Autorlando Sport               | Gunnar Kristensen Allan Simonsen                       | Porsche 911 GT3-RSR       | P     | 94    |
| 30 DNF | GT2       | 78 | Autorlando Sport               | Gunnar Kristensen Allan Simonsen                       | Porsche 3.6L Flat-6       | P     | 94    |
| 31 DNF | GT2       | 83 | GPC Sport                      | Stefano Zonca Andrea Belicchi Marco Cioci              | Ferrari F430GT            | P     | 89    |
| 31 DNF | GT2       | 83 | GPC Sport                      | Stefano Zonca Andrea Belicchi Marco Cioci              | Ferrari 4.0L V8           | P     | 89    |
| 32 DNF | GT2       | 85 | Spyker Squadron b.v.           | Jeroen Bleekemolen Jonny Kane                          | Spyker C8 Spyder GT2-R    | D     | 81    |
| 32 DNF | GT2       | 85 | Spyker Squadron b.v.           | Jeroen Bleekemolen Jonny Kane                          | Audi 3.8L V8              | D     | 81    |
| 33 DNF | LMP1      | 5  | Swiss Spirit                   | Marcel Fässler Harold Primat                           | Courage LC70              | M     | 79    |
| 33 DNF | LMP1      | 5  | Swiss Spirit                   | Marcel Fässler Harold Primat                           | Judd GV5 S2 5.0L V10      | M     | 79    |
| 34 DNF | GT2       | 95 | Racesport Peninsula TVR        | Iain Dockerill John Hartshorne                         | TVR Tuscan T400R          | D     | 76    |
| 34 DNF | GT2       | 95 | Racesport Peninsula TVR        | Iain Dockerill John Hartshorne                         | TVR Speed Six 4.0L I6     | D     | 76    |
| 35 DNF | LMP2      | 40 | ASM Team Racing for Portugal   | Miguel Amaral Miguel Angel Castro Ángel Burgueño (en)  | Lola B05/40               | D     | 66    |
| 35 DNF | LMP2      | 40 | ASM Team Racing for Portugal   | Miguel Amaral Miguel Angel Castro Ángel Burgueño (en)  | AER P07 2.0L Turbo I4     | D     | 66    |
| 36 DNF | LMP1      | 6  | Lister Storm Racing            | Jens Møller Justin Keen (en)                           | Lister Storm LMP          | D     | 56    |
| 36 DNF | LMP1      | 6  | Lister Storm Racing            | Jens Møller Justin Keen (en)                           | Chevrolet 6.0L V8         | D     | 56    |
| 37 DNF | GT2       | 82 | Team LNT                       | Lawrence Tomlinson Richard Dean Marc Hynes             | Panoz Esperante GT-LM     | P     | 55    |
| 37 DNF | GT2       | 82 | Team LNT                       | Lawrence Tomlinson Richard Dean Marc Hynes             | Ford (Élan) 5.0L V8       | P     | 55    |
| 38 DNF | GT2       | 96 | James Watt Automotive          | Paul Daniels Bo McCormick Xavier Pompidou              | Porsche 911 GT3-RSR       | D     | 38    |
| 38 DNF | GT2       | 96 | James Watt Automotive          | Paul Daniels Bo McCormick Xavier Pompidou              | Porsche 3.6L Flat-6       | D     | 38    |
| 39 DNF | GT2       | 86 | Spyker Squadron b.v.           | Tom Coronel Peter Dumbreck                             | Spyker C8 Spyder GT2-R    | D     | 20    |
| 39 DNF | GT2       | 86 | Spyker Squadron b.v.           | Tom Coronel Peter Dumbreck                             | Audi 3.8L V8              | D     | 20    |

## Statistiques
Les 1 000 kilomètres de Donington 2006 représentent :